# 福斯特 (內布拉斯加州)
福斯特（英語：Foster）是位於美國內布拉斯加州皮爾斯縣的村。

## 人口
根據2020年美國人口普查的數據，福斯特的面積為0.58平方千米，皆為陸地。當地共有人口42人，而人口密度為每平方千米72人。